# Malgache du plateau
Le malgache du plateau est une langue malayo-polynésienne du groupe barito parlée par les Mérinas et les Betsileos dans le centre de Madagascar et les ethnies du sud-est de Madagascar.

## Statut
Le malgache standard est proche du dialecte parlé par les Mérinas.

## Dialectes
- Antefasy/Zafisoro
- Antaimoro
- Antambahoaka
- Betsileo, zafimaniry
- Bezanozano
- Merina, Vakinankaratra
- Sihanaka
- Tanala